# Sahara (filme de 2005)
Sahara (br/pt Sahara) é um filme hispano-estadunidense de 2005 do gênero ação / aventura, com direção de Breck Eisner e roteiro baseado no bestseller de mesmo nome escrito por Clive Cussler.
Ainda que tenha estreado em primeiro entre os filmes mais assistidos, acumulando 18 milhões de dólares em seu primeiro fim de semana, Sahara é considerado um dos maiores fracassos financeiros da história de Hollywood. Da perspectiva financeira, Sahara foi incomum, porque foi relativamente bem ao gerar 122 milhões internacionalmente. Contudo a criação do filme esteve cercada por altos custos, incluindo-se 160 milhões de dólares para a produção e 81,1 milhões para distribuição. O prejuízo do filme foi de aproximadamente 105 milhões de acordo com um executivo envolvido com o filme, mas de acordo com os métodos de contagem de Hollywood essas perdas foram de 78, 3 milhões, levando-se em conta o faturamento projetado para o filme. De acordo com o método de Hollywood o faturamento foi calculado em 202,9 milhões contra custos de 281,2 milhões.
O Los Angeles Times fez uma longa matéria especial em 15 de Abril de 2007 dissecando o orçamento de Sahara como um exemplo de como os filmes de Hollywood podem custar tanto para serem produzidos e ainda assim falhar. Muitos dos documentos envolvidos tornaram-se de domínio público devido a um julgamento envolvendo o filme.

## Enredo
O engenheiro naval, explorador e Navy SEALs em formação Dirk Pitt (Matthew McConaughey) viaja para o Mali em busca do que os habitantes locais chamam de "Navio da Morte", o couraçado CSS Texas com uma carga misteriosa. Pitt e seu amigo Al Giordino (Steve Zahn) tentam evitar o assassinato de doutora Eva Rojas (Penélope Cruz), uma cientista que está investigando a fonte de uma doença que está espalhando devastação na área. A causa é uma grande quantidade de poluição que ameaça causar um desastre ambiental. Cabe a Pitt e seus colegas da Agência Nacional Subaquática e Marinha (NUMA), instituição fictícia, localizar a fonte de poluição, dar um fim a ela e explorar a conexão entre as mortes e o navio couraçado desaparecido. 

## Promoção
Para promover o filme, Mattew McConaughey dirigiu seu próprio veículo movido a corrente de ar (pintado com um pôster do filme de cada lado) através dos Estados Unidos, parando em bases militares e eventos como o Daytona 500 (para abrir a corrida), estreando o filme entre fãs, dando autógrafos e entrevistas em cada parada. As linhas gerais da viagem foram mostradas no canal E!, em uma exibição especial marcada para coincidir com o lançamento do filme. McConaughey também manteve um weblog sobre sua viagem na página da MTV. Ambos a MTV e a distribuidora do filme, a Paramount Pictures são da Viacom. 
De acordo com McConaughey pretendia-se que esse filme fosse o primeiro de uma franquia baseada nos romances de Clive Cussler que têm Dirk Pitt como personagem, mas a fraca recepção do filme desfez quaisquer planos de sequências ou de uma franquia.

## Problemas legais
Em fevereiro 2005, Cussler tomou uma medida legal contra Philip Anschutz, o produtor, por não ter sido consultado quanto ao roteiro do filme.